# Myron (Sakrament)
Das Myron ist in moderner Zählung das zweite der sieben Mysterien (lateinisch Sakramente) der orthodoxen Kirchen. Im Zentrum steht dabei das in der Feier der Myronweihe geheiligte Duftöl (Myron), mit dem rituelle Salbungen bei verschiedenen Gelegenheiten vorgenommen werden, so bei der Taufe und der Altarweihe, in spätbyzantinischer Zeit auch bei der Kaiserkrönung und davon abgeleitet bei der Salbung eines bulgarischen oder russischen Zaren.
Bei der Feier der Eingliederung in die Kirche (Initiationssakramente) wird die Salbung („Chrismation“) mit Myron in den Orthodoxen Kirchen unmittelbar im Anschluss an die Taufe vollzogen. Liturgisch entspricht dieses Ritual der Firmung in der katholischen Kirche, die bei der Erwachsenentaufe ebenfalls zugleich mit der Taufe in einer Feier erfolgt.